# 우간다 은행
우간다 은행(스와힐리어: Benki Kuu ya Uganda, 영어: Bank of Uganda)은 우간다의 중앙은행이다. 1966년 의회법에 의해 설립된 이 은행은 정부가 전적으로 소유하지만 정부 부처는 아니다.

## 역사
1979년과 1987년에도 우간다 은행은 7실링의 통화금리를 1달러 1센트에 유지했다. 1987년부터 IMF는 우간다 은행의 발전을 지원했고, 1997년 중앙은행 자본재확충의 첫 단계를 마쳤다.
2011년 멕시코 리비에라 마야에서 열린 AFI 글로벌 정책 포럼에서 우간다 은행은 마야 선언에 따라 금융 포함에 대한 구체적인 국가 약속을 한 17개 규제 기관 중 하나였다.
2019년 6월 은행장 7명이 사채권 발행 혐의로 해임됐다.

## 조직
우간다 은행의 이사회는 은행의 최고 정책 입안 기관이다. 도지사가 의장을 맡거나 부재중에는 부지사가 의장을 맡는다.
위원회의 의무와 권한은 우간다 은행법에 명시되어 있다. 이 법은 이사회가 은행의 업무를 총괄 관리하도록 한다. 이사회는 정책을 수립하고 법령에 따라 은행이 수행해야 하는 모든 것뿐만 아니라 은행의 직무에 대한 내부 또는 부수적인 모든 것이 수행되도록 보장한다.
우간다의 대통령은 내각의 조언에 따라 주지사와 부주지사를 모두 5년 임기의 갱신형 임기로 임명한다. 이사회의 다른 구성원들(4명 이상 6명 이하)은 재정부 장관이 3년 갱신 기간 동안 임명한다. 재무부 서기는 이사회의 전 비서관이다.
2019년 6월 현재 이 은행은 1,066명을 고용하고 있다. 우간다 은행은 금융 포함 동맹의 회원이다.
2001년부터 우간다 은행의 총재는 이매뉴얼 투무시메무테빌레이다.

## 같이 보기
- 우간다 실링